# Torymus nudus
Torymus nudus är en stekelart som först beskrevs av Breland 1939.  Torymus nudus ingår i släktet Torymus och familjen gallglanssteklar. Inga underarter finns listade i Catalogue of Life.